# Pedro Ángel
Pedro Ángel (ca. 1567 - 1618) est un orfèvre et graveur sur bois au burin actif à Tolède.
« Un des premiers bon graveurs espagnols » selon le Bénézit, Lope de Vega en fait l'éloge dans son auto sacramental El viaje del alma :
« ... es hoy Pedro Ángel un divino artífice
con el buril, en oro, plata o cobre. »
« ... Pedro Ángel est aujourd'hui un divin artifice
avec le burin, en or, en argent ou en cuivre. »

## Biographie

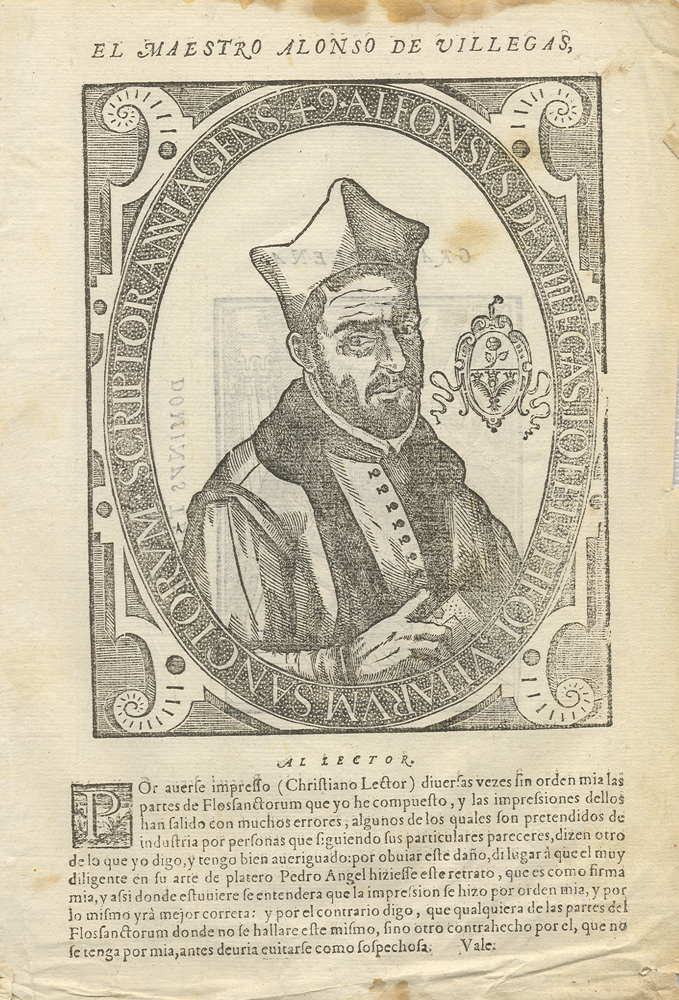
Portrait de l'écrivain Alonso de Villegas à l'âge de 49 ans. Xylographie parue dans Flos sanctorum, Tolède, 1588 (université de Salamanque, bibliothèque générale historique). Au pied du portrait, Villegas a lui-même ajouté une note : Al lector (au lecteur), dans laquelle il explique que pour éviter le préjudice [des nombreuses copies pirates], j'ai fait en sorte que le très diligent dans son art d'orfèvre Pedro Ángel fasse ce portrait, qui porte ma signature afin qu'où qu'il soit, on comprendra que l'impression s'est faite à ma demande.

Selon Juan Agustín Ceán Bermúdez, qui l'appelle Ángelo, « il résidait à Tolède au début du XVIIe siècle avec beaucoup de succès, car il dessinait avec correction et gravait avec propreté. » Il travaille principalement en gravure sur bois qui illustrent les éditions tolédanes du Flos Sanctorum d'Alonso de Villegas à partir de la deuxième partie, imprimée à Tolède en 1588 par Juan Rodríguez. Il réalise le portrait de l'auteur à l'âge de 49 ans, qui était déjà apparu dans une édition madrilène la même année avec le titre Flossanctorvm y Historia general de la vida y hechos de Iesu Christo... conforme al Breuiario Romano, reformado por decreto del Santo Concilio Tridentino: junto con las vidas de los santos propios de España, y de otros Extrauagantes. Villegas explique dans une note au lecteur qu'il a lui-même commandé le portrait à Pedro Ángel à cause des nombreuses impressions non autorisées de son œuvre, produites principalement à Saragosse et Barcelone, le portrait faisant ainsi foi de l'édition originale.
De 1584 a 1618, Ángel collabore avec les imprimeurs tolédans. Signées « Petrus Angelus fecit » ou par les initiales « P.A. », ses estampes sont publiées notamment dans la couverture chalcographique de Historia de Nuestra Señora de Guadalupe de Gabriel de Talavera (1597) ; pour Chronico de el cardenal Doan Iuan Tauera de Pedro Salazar de Mendoza (1603), il fournit la gravure de la couverture et le portrait au burin du cardinal. La même année, il produit deux gravures pour Discursos morales del Sanctíssimo Sacramento del Altar de Luis Dávila (imprimé par Pedro Rodríguez) : la couverture (sur cuivre), signée, et une gravure sur bois du Santísimo Sacramento, non signée mais attribuée. Il a aussi fait les portraits du cardinal Francisco Jiménez de Cisneros, une illustration destinée au Compendio de la vida y hazañas del Cardenal don Francisco Ximenez de Cisneros d'Eugenio Robles (1604) ; et celui de Jerónimo de Cevallos (es), daté du Aetatis Suae, 51 / 1613 mais imprimé plusieurs années plus tard, pour l'édition de 1618 du Tractatum de cognitione per viam violentiae, œuvre de celui dont est fait le portrait.
Concernant les estampes de dévotion hors publications, on connaît de lui le sujet italianisant Virgen con el Niño en un paisaje, signé « Petrus Angelus fc. 1597 ».